# Progressz M–29M
A Progressz M–29M (oroszul: Прогресс М–29М), a NASA jelölésével Progress 61, vagy 61P orosz Progressz–M típusú teherűrhajó, melyet 2015. október 1-jén indítottak a Nemzetközi Űrállomáshoz (ISS). Az űrhajó utánpótlást és alkatrészeket szállított az űrállomásra. Ez volt az ISS-hez indított 61. orosz teherűrhajó. Valószínűleg egyben ez volt az utolsó indítása a Progressz–M típusnak, melyet 2015 végétől a Progressz–MSZ vált fel.
Az űrhajót 2015. október 1-jén 16:49-kor (UTC) indították Kazahsztánból, a bajkonuri űrrepülőtérről egy Szojuz–U hordozórakétával. Rövid kapcsolódási profillal, 2015. október 1-jén 22:52-kor (UTC) kapcsolódott az űrállomáshoz.
A Progressz M–29M 2369 kg terhet szállított a 45. személyzet által lakott Nemzetközi Űrállomásra. A szállítmány többek között 350 kg üzemanyagot, 50 kg folyékony oxigént és levegőt, 420 kg vizet, 1549 kg tartalék alkatrészt, valamint egyéb berendezéseket és eszközöket tartalmazott.
A Progressz M–29M a tervek szerint két hónapig kering a Nemzetközi Űrállomáshoz kapcsolódva.